# هوارد ميريل شيلي
هوارد ميريل شيلي (بالإنجليزية: Howard Merrill Shelley)‏ هو كاتب مسرحي أمريكي، ولد في 1879، وتوفي في 1956.

## وصلات خارجية
- هوارد ميريل شيلي على موقع قاعدة بيانات برودواي على الإنترنت (الإنجليزية)